# Ante Antić
Ante Antić (Prvić Šepurine, 16. travnja 1893. – Zagreb, 4. ožujka 1965.), hrvatski katolički svećenik, franjevac, ispovjednik, duhovni vođa, sluga Božji, kandidat za sveca.

## Životopis
Rodio se u Šepurinama na otoku Prviću 1893. u siromašnoj obitelji s devetero djece. Za vrijeme trudnoće, njegova majka bila je u opasnosti na olujnom moru, molila je zaštitu sv. Antuna Padovanskog. U Zatonu kod Šibenika završio je šest razreda osnovne škole. 
Godinu dana prije nego što je otišao u sjemenište, razbolio se od tuberkuloze koja ga je pratila cijeli život. Unatoč tome primljen je u franjevačko sjemenište u Sinju 1905., a u novicijat 1911. na Visovcu. Zatim je podučavan filozofiji u Zaostrogu i bogosloviji u Makarskoj. Redovničke zavjete položio je u Makarskoj. Zaređen je za svećenika u Šibeniku 29. srpnja 1917. Bio je magister klerika u Makarskoj od 1917. do 1945., na Visovcu kratko vrijeme i u Zagrebu od 1946. do 1956.  
Zadnjih deset godina bio je ispovjednik i savjetnik u samostanu Gospe Lurdske u Zagrebu od 1956. do 1965.  
Odlikovao se dobrotom, poniznošću, jednostavnošću, pobožnošću prema Isusu i Mariji. 
Umro je na glasu svetosti. Pokopan je na Mirogoju, a sprovodne obrede predvodio je kardinal Franjo Kuharić. 1970. posmrtni ostaci premješteni su u kriptu crkve Gospe Lurdske u Zagrebu.

## Beatifikacija
Od 1984. vodi se postupak kanonizacije. Kauzu je otvorio kardinal Franjo Kuharić. Nihil obstat objavljen je 1. ožujka 1985. Postupak se od 1995. godine vodi u Rimu. Peritus u njegovoj kauzi bio je o. Ante Stantić. Proglas o valjanosti postupka proglašen je 20. listopada 1995. Positio je objavljen 2006. Proglas o herojskim krepostima objavljen je 5. svibnja 2015., čime je tada primio naziv časnog sluge Božjeg. Postulator je fra Giovangiuseppe Califano.
Zabilježeno je više od 5000 uslišanja, onih koji su mu se molili. 

## Molitva ocu Antiću
Vjernici i svećenstvo za proglašenje blaženim oca fra Ante Antića i za milost po njegovu zagovoru mole molitvu:

Bože, Oče naš, izvore svakog dobra!

Sin nas je Tvoj poučio da budemo savršeni i milosrdni

po uzoru na Tvoju dobrotu.

U Duhu Svetom, Ti si slugu svoga oca Antu Antića

uzdigao do savršenog vršenja Tvoje svete volje.

Proslavi, Gospodine, slugu svoga i na ovoj zemlji čašću svetaca,

a meni po njegovu zagovoru udijeli milost

za koju Te sada posebno molim... (stanka u molitvi i navođenje povoda za molitvu)

Nadasve mi daruj svoje svjetlo i milost da poput oca Antića

sve činim i trpim iz ljubavi prema Tebi

koji si sa svojim Sinom i Duhom Svetim

izvor svakoga dobra i smirenja svih srdaca.

Amen.

Slava Ocu i Sinu i Duhu Svetomu... (tri puta)

## Vanjske poveznice
- Sluga Božji fra Ante Antić

|  | Wikicitati imaju zbirke citata o temi Ante Antić |